# 차규근
차규근(車圭根, 1968년 4월 11일~)은 대한민국의 정치인, 법조인이다. 제22대 국회의원이다.

## 경력
- 제34회 사법시험 합격
- 제24기 사법연수원 수료
- 대한변호사협회 법률구조재단 이사
- 법무부 출입국·외국인정책본부 국적난민과장
- 법무부 출입국·외국인정책본부장
- 2021년 7월~2024년 3월: 법무연수원 연구위원
- 2024년 4월~2024년 7월: 조국혁신당 조국 당대표 비서실장
- 2024년 4월 10일: 대한민국 제22대 국회의원 선거 당선(비례대표, 조국혁신당, 초선)
- 2024년 7월~: 조국혁신당 대구광역시당 위원장
- 2024년 12월~2025년 6월: 조국혁신당 정책위원회 의장
- 2025년 3월~: 조국혁신당 대구광역시당 수성구 지역위원회 위원장
- 2025년 6월~: 조국혁신당 최고위원

### 의정 활동
- 2024년 5월 30일~: 제22대 국회의원(비례대표, 조국혁신당, 초선)
  - 2024년 6월~: 제22대 국회 전반기 기획재정위원회 위원
  - 2024년 8월~: 제22대 국회 전반기 예산결산특별위원회 위원
  - 2025년 4월~: 제22대 국회 산불피해지원대책 특별위원회 위원

## 학력
- 서울대학교 법과대학 법학 학사
- 서울대학교 대학원 법학 석사
- 규슈대학 대학원 국제관계법 석사

## 역대 선거 결과
| 실시년도 | 선거   | 대수 | 직책     | 선거구   | 정당       | 득표수      | 득표율          | 순위          | 당락 | 비고 |
| -------- | ------ | ---- | -------- | -------- | ---------- | ----------- | --------------- | ------------- | ---- | ---- |
| 2024년   | 총선   | 22대 | 국회의원 | 비례대표 | 조국혁신당 | 6,874,278표 | \| \| 24.25% \| | 비례대표 10번 |      | 초선 |
|          | 24.25% |      |          |          |            |             |                 |               |      |      |

## 소속 정당
| 소속 정당 | 소속 정당  | 소속 기간 | 비고           |
| --------- | ---------- | --------- | -------------- |
|           | 조국혁신당 | 2024~현재 | 창당 정계 입문 |

## 같이 보기
- 대한민국 제22대 국회의원 선거 조국혁신당 후보 목록#비례대표